# Hornepayne
Hornepayne est un canton avec une population d'environ 1050, situé dans le District d'Algoma de l'Ontario, au Canada.
Le canton était, initialement, établi sous le nom de Fitzback lorsque la compagnie du Canadian Northern Railway fut créée. Après l’année 1920, il fut renommé d'après le financier britannique Robert Montgomery Horne-Payne,

## Démographie
| 2001  | 2006  | 2011  | 2016 |
| ----- | ----- | ----- | ---- |
| 1 362 | 1 209 | 1 050 | 980  |

## Économe

### Emploi principal
Hornepayne est un point divisionnaire sur la compagnie du Canadien National, ainsi l'industrie fournit de nombreux emplois. La foresterie est aussi un employeur majeur à Hornepayne, via la Hornepayne Lumber Company (appelée auparavant Haavalshrud's Timber Company) qui, à ce jour en 2017, vient de recommencer ses opérations.

#### Le tourisme
Hornepayne, situé dans le nord de l'Ontario, et un point d'accès de nombreux lacs tranquilles et de grandes forêts qui n'ont pas été affectées ni même vraiment touchées par l'interaction humaine, et de ce fait, ça donne l'occasion pour les petites entreprises de voyager puis le Parc Provincial de Nagagamisis,,.

### Tendances économiques
Hornepayne dépend beaucoup de ses industries et, de ce fait, il répond rapidement et directement aux tendances de ces industries. Quand le Canadien National recrute, par exemple, la population locale va probablement augmenter.
Similairement, quand la scierie d'Olav Haavaldshrud a fermé ses portes en 2015, prés de 40 % de la main-d’œuvre de Hornepayne était sans travail.
Le centre commercial de Hornepayne a fermé définitivement en 2010,.

#### Projet de stockage de déchets nucléaires
Dans les années 1990, des discussions ont eu lieu à propos du stockage de déchets nucléaires dans le sous-sol de Hornepayne pour le gouvernement du Canada. Rapidement, il fut décidé de ne plus considérer le site, mais après les années 2010 le gouvernement est à nouveau intéressé. Hornepayne reste un des sites potentiels pour le stockage, avec seulement huit autres sites actuellement (en 2017) en cours d'étude ,,.

### Liens Externes
- Robert Montgomery Horne-Payne sur l'Encyclopédie Canadienne